# Allan Uggla
Allan Robert Uggla, född den 27 maj 1878 i Linköping, död den 11 juni 1959 i Nacka, var en svensk militär. Han tillhörde ätten Uggla, var måg till Carl August Petersén, far till Claës Uggla och farfar till artisten Magnus Uggla.

## Biografi
Uggla blev underlöjtnant vid Västerbottens regemente 1899 och löjtnant där 1904. Han inträdde i persisk tjänst som major vid gendarmeriet 1912, blev överste där 1913 och var chef för Tredje regementet 1913–1914. Uggla återinträdde 1915 som kapten i svenska armén, där han var förste adjutant vid VI. arméfördelningens stab 1918–1921 och tjänstgjorde vid generalstaben 1921–1923. Han blev major vid Norra skånska infanteriregementet 1923 och var militärattaché i London 1926–1933. Uggla befordrades till överstelöjtnant 1928 och till överste 1933. Han blev riddare av Svärdsorden 1920 och av Vasaorden 1932. Uggla vilar på Nacka norra kyrkogård.